# Titus Engel
Titus Engel (* 1975 in Zürich) ist ein Schweizer Dirigent. Neben seiner Beschäftigung mit sinfonischen Werken des 19. und 20. Jahrhunderts hegt er eine grosse Leidenschaft für Barockmusik und historische Aufführungspraxis, ungewöhnliche Projekte und Konzertformate sowie zeitgenössische Opern.

## Studium
Engel studierte zunächst Musikwissenschaft und Philosophie an der Universität Zürich und an der Humboldt-Universität zu Berlin mit einem Abschluss als Magister. Im Anschluss nahm er ein Dirigierstudium bei Christian Kluttig an der Hochschule für Musik Dresden auf. Folgend besuchte er Meisterkurse bei Sir Colin Davis, Peter Eötvös und Ilja Mussin. Förderungen des Dirigentenforums des Deutschen Musikrats (2002–2005) und der Stiftung von David Zinmans American Academy of Conducting at Aspen ergänzten seine Ausbildung. Weiterhin arbeitete er als Assistent von Sylvain Cambreling, Marc Albrecht und Peter Rundel. Heute (Stand 2016) lebt Titus Engel in Berlin.

## Musikalische Karriere
Sein Operndebüt gab Titus Engel 2000 mit der Uraufführung von Benjamin Schweitzers Jakob von Gunten bei den Dresdner Tagen der zeitgenössischen Musik. Seitdem leitete er viele Aufführungen in unterschiedlichen Sparten an verschiedenen Bühnen, zum Beispiel Monteverdis L’Orfeo im Radialsystem V Berlin und am Theater an der Wien, mehrere Opern im Theater Kampnagel Hamburg und in der Oper Stuttgart bis hin zu Glass’ Akhnaten an der Opera Vlaanderen Antwerpen/Gent. Auf Einladung Gerard Mortiers gab er am Teatro Real Madrid sein Debüt mit der Uraufführung von Pilar Jurados La página en blancoim im Februar 2011. Dort ist er mittlerweile regelmäßig zu Gast: Im Jahr 2014 erfolgte unter seiner Leitung die Uraufführung von Charles Wuorinens Oper Brokeback Mountain. Im Juni 2016 dirigierte er die Schweizer Erstaufführung und dritte komplette Aufführung überhaupt von Stockhausens Donnerstag aus dem Zyklus Licht am Theater Basel. Die Inszenierung erhielt die Auszeichnung „Aufführung des Jahres“ bei der Kritikerumfrage der Zeitschrift Opernwelt 2016.
Engel dirigierte zahlreiche renommierte Orchester wie das Orchestre de l’Opéra de Paris, das Orchester der Deutschen Oper Berlin, das Mozarteumorchester Salzburg, mehrere Rundfunksinfonieorchester, das Orquesta Sinfónica de Castilla y León, das Berner Symphonieorchester, das Mahler Chamber Orchestra, das Danish National Chamber Orchestra sowie mehrere Kammerorchester im süddeutsch-schweizerischen Raum. Laufend ist er auch bei den führenden Ensembles für zeitgenössische Musik eingeladen. Von 2000 bis 2012 war er musikalischer Leiter des ensemble courage. Er brachte zahlreiche Werke zur Uraufführung (Sergej Newski, Leo Dick, Elena Mendoza, Olga Neuwirth, Michael Wertmüller, Rebecca Saunders) u. a. bei der RuhrTriennale, den Berliner Festspielen, dem Lucerne Festival, MaerzMusik, den Donaueschinger Musiktagen, den Salzburger Festspielen und Opera d’hoy Madrid.
Projekte im Jahr 2017 waren die Uraufführungen von Elena Mendozas Oper La ciudad de las mentirasaus am Teatro Real Madrid sowie Mozarts La Betulia liberata an der Oper Frankfurt. Die Uraufführung von Infinite Now von Chaya Czernowin an der Vlaanderen Opera und dem Nationaltheater Mannheim wurde 2017 von der Opernwelt als "Uraufführung des Jahres" gewählt.
Die Deutsche Bühne bezeichnete ihn als „dirigierenden Derwisch“, der alle Akteure sicher durch halsbrecherische Stromschnellen geleitet.
2021 wird Titus Engel zum Principal Conductor der Basel Sinfonietta ernannt, dem weltweit einzigen auf zeitgenössische Musik spezialisierten Sinfonieorchester. Er tritt dieses Amt auf die Saison 2023/24 an.

## Aufnahmen
Titus Engel nahm zahlreiche Werke für Rundfunk, Fernsehen und CDs auf, darunter bei WERGO Benjamin Schweitzers Kammermusik mit dem ensemble courage und das Projekt 21-Auftakt, mit Werken von H. Pohjanorro, P. Haapanen, R. Gubler und C. Neidhöfer, ensemble courage bei en-avant records. In Zusammenarbeit mit ZDF-ARTE realisierte er mehrere Ersteinspielungen von historischer und zeitgenössischer Stummfilmmusik.
Der Mitschnitt der uraufgeführten Oper Brokeback Mountain wurde im Herbst 2015 als DVD veröffentlicht.

## Auszeichnungen
- 2003: Fellow der American Academy of Conducting Aspen unter der Leitung von David Zinman
- 2002–2005: Förderung durch den Deutschen Musikrat (Dirigentenforum)
- 2016: "Aufführung des Jahres" mit Donnerstag aus Licht bei der Kritikerumfrage der Opernwelt
- 2020: "Dirigent des Jahres" bei der Kritikerumfrage der Opernwelt (zusammen mit Kirill Petrenko)[15]

## Weiteres
Gemeinsam mit Viktor Schoner initiierte Titus Engel die Akademie Musiktheater Heute und die Ligerzer Opernwerkstatt. Er ist Herausgeber mehrerer Bücher zur aktuellen Oper.

## Publikationen
- Generation-Oper: fünfzehn junge Kommentare zur Situation der Oper; Titus Engel, Stefan Fragner, Viktor Schoner; Pfau, 2001
- Libretto: zeitgenössische Positionen von Komponisten, Schriftstellern und Interpreten zur Ligerzer Opernwerkstatt 2005; Titus Engel, Viktor Schoner; Pfau, 2006
- Zeitgenössische Komische Oper: Positionen von Komponisten, Schriftstellern und Interpreten zur 3. Ligerzer Opernwerkstatt 2007; Titus Engel; Pfau, 2010